# Rosa Solbes
Rosa María Solbes López (Alicante, 1950) est une journaliste et militante féministe espagnole.